# Lídia Bulcão
Lídia Maria Bulcão Rosa da Silveira Dutra (Faial, 19 de abril de 1974) é uma jornalista e deputada portuguesa do PSD, eleita pelo círculo eleitoral dos Açores para a 12ª legislatura (2011).

## Biografia
Licenciada em Ciências da Comunicação, possui frequência à Pós-Graduação em Relações Internacionais.
Trabalhou como editora do periódico "Meia Hora" e como Grande Repórter do "A Capital". Entre 2002 e 2003 foi Diretora-Adjunta do periódico regional açoriano "Tribuna das Ilhas", que ajudou a fundar, responsável pelos seus projetos editorial e gráfico.
Tomou posse como Deputada na Assembleia da República em 20 de junho de 2011, onde integra as seguintes Comissões Parlamentares:
- Comissão de Assuntos Europeus [Suplente]
- Comissão de Agricultura e Mar [Suplente]
- Comissão para a Ética, a Cidadania e a Comunicação